# Бенан (Сирия)
Бенан (араб. بنان‎), также известен как Баннан — небольшой город на северо-западе Сирии, расположенный на территории мухафазы Халеб. Входит в состав района Сафира. Является административным центром одноимённой нахии.

## Географическое положение
Город находится в юго-западной части мухафазы, к западу от озера Эль-Джаббуль, на высоте 508 метров над уровнем моря.

Бенан расположен на расстоянии приблизительно 23 километров к юго-востоку от Алеппо, административного центра провинции и на расстоянии 282 километров к северо-северо-востоку (NNE) от Дамаска, столицы страны.

## Население
По данным официальной переписи 2004 года численность населения города составляла 4186 человек (2171 мужчина и 2015 женщин).

## Транспорт
Ближайший гражданский аэропорт — Международный аэропорт Алеппо.